# Peine de mort au Rhode Island
La peine de mort par pendaison fut appliquée au Rhode Island jusqu'en 1852. Après une première abolition, elle fut  toutefois réintroduite en 1872 pour les meurtres commis par un condamné à une peine d'emprisonnement à perpétuité, mais cette loi ne fut jamais utilisée durant ses cent ans d'existence (la dernière exécution, celle de John Gordon, date de 1845). La chambre à gaz fut adoptée en 1973 comme mode d'exécution secondaire pour meurtre commis dans un établissement pénitentiaire par un détenu, mais ne fut cependant jamais utilisée car cette nouvelle loi fut déclarée anticonstitutionnelle l'année précédente par la Cour suprême des États-Unis. La peine de mort fut à son tour déclarée anticonstitutionnelle par la Justice du Rhode Island en 1982 à cause de son caractère automatique. En 1984, la peine de mort fut définitivement supprimée des textes de loi dans cet État.

### Sources
- (en) Histoire de la peine de mort au Rhode Island